# Miloslav Kvasnička
Miloslav Kvasnička (* 22. August 1963 in Český Brod) ist ein ehemaliger tschechischer Radrennfahrer und nationaler Meister im Radsport.

## Sportliche Laufbahn
Kvasnička war im Querfeldeinrennen (heutige Bezeichnung Cyclocross) aktiv. Im Querfeldeinrennen gewann den nationalen Titel 1983 vor Petr Klouček. 1993 wurde er Vizemeister. Meisterschaftsdritter wurde er 1990 und 1991. Den tschechoslowakischen Pokal im Querfeldeinrennen (eine Jahreswertung) gewann er 1984.
Bei den Cyclocross-Weltmeisterschaften wurde er 1983 36., 1984 gewann er die Silbermedaille bei den Amateuren hinter Radomír Šimunek, 1985 wurde er 13., 1989 8., 1990 wurde er Vizeweltmeister hinter Andreas Büsser. Bei den Berufsfahrern wurde er 1992 8.